# Milan Bandić
Milan Bandić oyesⓘ(Grude, Bosnia y Herzegovina, 22 de noviembre de 1955-Zagreb, 28 de febrero de 2021) fue un político croata que ostentó durante cuatro períodos el puesto de alcalde de Zagreb.

## Biografía
Entre 2000 y 2009, fue un miembro prominente del Partido Social-Demócrata de Croacia. En 2007, falló en su intento por ser elegido presidente del partido, sin embargo debido a su influencia permaneció como uno de los principales rivales del entonces presidente del partido, Zoran Milanović. El 5 de noviembre de 2009, anunció su intención de postularse para presidente en violación de los estatutos del partido, lo cual condujo a su expulsión del mismo. El 10 de enero de 2010, perdió la elección presidencial de Croacia contra el candidato oficial del Partido Social-Demócrata Ivo Josipović, en la segunda vuelta electoral.
La ciudad de Zagreb genera más del 30% del PIB de Croacia, y hasta 2007 cuenta con un presupuesto de 7,38 billones de kunas, lo cual convierte a Bandić en una figura influyente en la política croata.
Él es además favorecido generalmente en público por sus logros y el trabajo que ha hecho por la ciudad de Zagreb, aunque también ha ganado notoriedad por un número de acciones y enunciados que ha realizado siendo alcalde de Zagreb.